# Josip Čop
Josip Čop (ur. 14 października 1954 w Varaždinie) – chorwacki piłkarz występujący na pozycji pomocnika.

## Kariera klubowa
Čop zawodową karierę rozpoczynał w 1975 roku w NK Varaždin. Spędził tam rok. Zagrał tam w sumie w 32 meczach i zdobył 1 bramkę. W 1976 roku trafił do zespołu NK Zagreb. Tam spędził kolejne siedem lat. W 1983 roku odszedł do Hajduka Split. W 1984 roku wyjechał do Austrii, gdzie został graczem Sturmu Graz, w którego barwach w 1986 roku zakończył karierę.

## Kariera reprezentacyjna
W reprezentacji Jugosławii Čop zadebiutował 2 czerwca 1984 roku w wygranym 3:2 towarzyskim meczu z Portugalią. W tym samym roku został powołany do kadry na Mistrzostwa Europy. Nie zagrał tam jednak w żadnym pojedynku. Z tamtego turnieju Jugosławia odpadła po fazie grupowej. W reprezentacji Jugosławii Čop rozegrał w sumie 2 spotkania, oba w 1984 roku.

## Odznaczenia
- Order Chorwackiej Plecionki (1998)[1]